# Sétima Cruzada
A Sétima Cruzada foi liderada por Luís IX de França entre 1248 e 1254.

## Preparativos
Em 1248, os muçulmanos corásmios, aliados do sultão aiúbida do Egito, al-Salih Ayyub, invadiram a Síria e a Palestina e conquistaram e saquearam Jerusalém após a trégua de dez anos que se seguiu à Sexta Cruzada. A cidade era a capital do reino homônimo. No mesmo ano, al-Salih e seus aliados corásmios venceram os cristãos do Reino de Jerusalém, coligados com seu rival, o emir aiúbida de Damasco, na Batalha de Gaza. Em 27 de novembro, o bispo de Beirute partiu para a Europa para solicitar ajuda para sustentar o reino.
Este evento não causou o grande impacto das ocasiões anteriores, pois o Ocidente já havia testemunhado Jerusalém mudar de mãos várias vezes. O chamado à cruzada, portanto, não foi imediato nem generalizado. Os monarcas europeus estavam ocupados com seus assuntos internos (como Henrique III de Inglaterra, que lutava contra as rebeliões dos escoceses, e o rei Bela IV da Hungria, que tentava manter a ordem e reconstruir seu reino quase do zero após a trágica e devastadora invasão mongol de 1241), e apenas o rei da França,  Luís IX (São Luís), declarou sua intenção de tomar a cruz em dezembro de 1244: Luís IX participou do primeiro Concílio Ecumênico latino de Lyon (reunido em 1245 e presidido pelo papa Inocêncio IV, expulso da Itália por Frederico II) que, além de depor e excomungar o imperador  Frederico, convocou uma cruzada (que seria a sétima) sob o comando de Luís IX. Luís havia se comprometido a empreender a cruzada em dezembro do ano anterior, quando estava gravemente doente de malária, em troca da recuperação de sua saúde.
O plano dos cruzados, fundamentalmente franceses, era conquistar o Egito ou, ao menos, o delta do Nilo, seja para se estabelecerem lá ou como moeda de troca para recuperar Jerusalém e os territórios palestinos perdidos nas últimas derrotas.
Os preparativos de Luís foram longos: ele levou três anos para estar pronto para iniciar a campanha. Teve que arrecadar impostos especiais para financiá-la — dos quais não isentou o clero, para grande desgosto deste —; organizar o governo do reino durante sua ausência — que delegou à sua mãe, que já havia servido habilmente como regente durante sua menoridade —; garantir que o rei da Inglaterra mantivesse a paz durante sua ausência na Terra Santa e que Frederico, com quem as relações eram algo tensas, colaborasse para obter a permissão do rei de Jerusalém — seu filho Conrado — para penetrar em seu reino. Houve também a necessidade de tratar com Gênova e Marselha para obter os navios necessários para a travessia para o Levante; o pacto com essas cidades piorou as relações com Veneza, que via com maus olhos uma empreitada que poderia prejudicar o lucrativo comércio que mantinha com o Egito.

## Travessia pelo Levante
Finalmente, Luís partiu de Paris em 12 de agosto de 1248 e em 25 do mesmo mês zarpou de Aigues-Mortes. Na época, a França era possivelmente o Estado mais forte da Europa, e após três anos arrecadando fundos, um poderoso exército, estimado em cerca de vinte mil homens bem armados, partiu dos portos de Marselha e Aigues-Mortes em 1248. O rei foi acompanhado pela rainha, dois de seus irmãos, dois primos e outros destacados membros da nobreza francesa.
Os cruzados seguiram primeiro para Chipre, onde chegaram em 17 de setembro, atracando em Limasol. Lá, foram recebidos pelos grandes mestres do Templo e do Hospital, além de vários barões da Síria; todos foram recebidos com hospitalidade pelo rei de Chipre. Os cruzados passaram o inverno na ilha, negociando com os mongóis uma aliança contra os aiúbidas, que não se concretizou. A regente mongol interpretou os presentes dos cruzados não como incentivos para uma aliança, mas como tributo de um vassalo, exigindo pagamento anual. Assim, os esforços diplomáticos de Luís foram infrutíferos.
Os líderes cristãos decidiram que o objetivo seria o Egito, por considerarem que era a província mais rica e vulnerável dos territórios aiúbidas e que, se conquistassem Damieta, poderiam trocá-la por Jerusalém, como o sultão já havia proposto durante a Quinta Cruzada. Luís queria atacar imediatamente, mas os magnatas locais o dissuadiram, argumentando as perigosas tempestades de inverno na região e a dificuldade de navegação no delta, repleto de baixios. Os senhores locais também desejavam que Luís interviesse nas disputas regionais entre diferentes membros da família aiúbida, em que os líderes cristãos estavam envolvidos, mas não conseguiram.
Luís e suas tropas só conseguiram partir para o continente no final de maio, quando terminaram os combates entre pisanos, genoveses e venezianos e o rei obteve os navios necessários para a travessia para o Egito. A longa e imprevista estadia na ilha teve graves consequências militares: a hospitalidade cipriota relaxou a disciplina, e a demora acabou quase completamente com os suprimentos que haviam sido preparados para sustentar o exército no Egito. No início de maio, em Limasol, haviam se reunido cento e vinte grandes navios de transporte, além de outros menores, mas quando a frota zarpou no final do mês, uma tempestade a dispersou, deixando Luís acompanhado por apenas um quarto das tropas. O restante foi se juntando gradualmente a este grupo na costa egípcia.

## Conquista de Damieta
Assim como na Quinta Cruzada, o ataque se concentraria primeiro na cidade de Damieta, que ofereceu pouca resistência aos europeus. Os cruzados chegaram às costas egípcias em 5 de junho de 1249 e conquistaram Damieta no dia seguinte, mal defendida por sua guarnição curda e árabe. O primeiro confronto, ocorrido nas praias, foi, pelo contrário, feroz e favoreceu os cruzados devido à disciplina das tropas francesas, lideradas pelo rei, e à bravura dos cavaleiros do Levante. O comandante do exército aiúbida, o idoso vizir Fajr ad-Din, havia evacuado a cidade diante do pânico da população e do desânimo da guarnição. Como a guarnição não incendiou as pontes que permitiam o acesso à cidade, conforme ordenado, os cruzados não tiveram dificuldade em ocupá-la.
Em abril, o sultão egípcio, al-Salih Ayyub, retornou às pressas da Síria e acampou com seu exército em Al Mansurá, após receber notícias da chegada iminente dos cruzados. Na época, al-Salih estava gravemente doente de tuberculose, mas continuou a organizar a defesa.
As inundações do Nilo novamente desfavoreceram os cristãos, forçando-os a permanecer na cidade até 20 de novembro. Em setembro e outubro, o Nilo atingiu seu nível mais alto, o que dificultaria o avanço dos cruzados se fosse tentado. Enquanto isso, Luís transformou a cidade conquistada, convertendo a mesquita em catedral, designando ruas e mercados para as repúblicas marítimas italianas, e lidou com o desânimo das tropas devido à falta de ação, ao clima e às doenças que as afligiam. O rei também rejeitou a proposta do sultão moribundo de trocar Damieta por Jerusalém. Os egípcios, por sua vez, aumentaram os ataques aos cruzados, organizando emboscadas contra soldados que se afastavam do acampamento.
No entanto, quando os aiúbidas finalmente partiram de Damieta em direção ao Cairo, sofreram um revés imediato: em 22 de novembro, o sultão faleceu. O herdeiro estava longe, em al-Jazira, e um conselho assumiu o poder até sua chegada à região. Enquanto isso, o conselho decidiu ocultar a morte do sultão.
Em 24 de outubro, quando a descida das águas do Nilo finalmente permitiria o avanço dos cruzados, chegou Afonso de Poitou — irmão do rei — com reforços vindos da França. O duque Pedro da Bretanha, apoiado pelos barões do Levante, propôs conquistar Alexandria para dominar a costa mediterrânea do Egito e forçar o sultão a negociar, mas Roberto de Artois se opôs veementemente a esse plano, e o rei finalmente optou por apoiar seu irmão.

## Avanço em direção ao Cairo, derrota e cativeiro

Área oriental do delta do Nilo, onde ocorreram as principais batalhas da cruzada.

Em 20 de novembro, Luís marchou em direção ao Cairo, deixando uma grande guarnição para proteger Damieta. Como as águas do Nilo demoravam a descer e o terreno estava repleto de canais e valas, o avanço foi lento. Os beduínos também atacavam as tropas do rei francês. O sultão al-Salih morreu em 23 de novembro. A cavalaria egípcia assediava as forças do rei Luís, mas não conseguiu detê-las; no dia 7 de dezembro, ocorreu uma batalha favorável aos cruzados perto de Fariskur, e no dia 14, eles chegaram a Baramun. O grosso das forças egípcias permaneceu ao sul do principal canal da região, o Bahr as-Saghir, que liga o grande rio ao lago Manzala.
Em 21 de dezembro, os cruzados tinham percorrido apenas um terço da distância entre Damieta e o Cairo e chegaram diante da cidade de Al Mansurá, embora estivessem separados dela pelo canal de Ashmun (também conhecido como Bahr al-Saghir). O exército egípcio, que acampava ao redor da cidade fortificada, vigiava os vau. Os francos repeliram uma tentativa egípcia de atacá-los pela retaguarda, mas não conseguiram construir um dique para atravessar o canal devido ao contínuo assédio do inimigo, que usava fogo grego.
Na noite de 7 de fevereiro de 1250, no entanto, um grupo cruzado liderado pelo irmão do rei francês, Roberto I de Artois, conseguiu atravessar o canal por um dos vau menos defendidos pelos egípcios, perto de Salamun. Um copta dessa localidade havia revelado aos cruzados a existência do vau em troca de uma recompensa. O duque de Borgonha permaneceu guardando o acampamento enquanto o rei se dirigia para atravessar o canal. A vanguarda dessa coluna, composta pelos soldados de Roberto, pelos templários e pelo contingente inglês participante da expedição, era comandada por seu irmão Roberto, que tinha ordens de não atacar o inimigo sem permissão do rei.
Temendo ser descoberto e, apesar das advertências dos templários, que o lembraram das ordens recebidas, Roberto decidiu atacar imediatamente o desprevenido acampamento inimigo. Os cruzados surpreenderam as tropas egípcias e mataram o comandante do exército, Fajr al-Din ibn al-Shaij. Sem esperar a chegada de reforços, avançaram em direção a Al Mansurá. Até então, a sorte favorecia o conde, que continuou ignorando os conselhos prudentes dos líderes templários e ingleses. Os cruzados entraram com facilidade na cidade, mas, uma vez dentro, os mamelucos Bahri improvisaram uma defesa nas ruas estreitas; muitos cruzados, incluindo o irmão do soberano francês, pereceram nesses combates. Dos duzentos e noventa cavaleiros templários que acompanhavam Roberto, apenas cinco sobreviveram à batalha nas ruas de Al Mansurá.

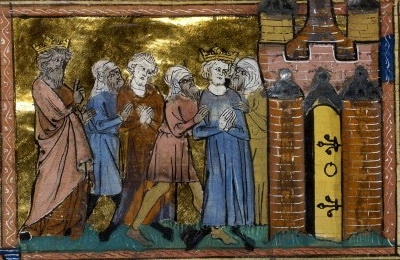
Captura de Luís pelos aiúbidas em abril de 1250, segundo uma miniatura medieval.

Enquanto isso, o grosso do exército cruzado também alcançou a margem sul do Nilo, mas encontrou-se em uma situação delicada: incapaz de tomar Al Mansurá, sofria problemas de abastecimento devido ao assédio das embarcações egípcias que atacavam suas comunicações com a retaguarda cruzada em Damieta. Luís conseguiu repelir os ataques egípcios em uma batalha encarniçada e construir uma ponte de pontões para facilitar a travessia do canal por suas últimas forças, mas não conseguiu tomar a cidade. Para então, o exército egípcio havia se recuperado completamente da surpresa e enfrentou as tropas de Luís em uma batalha de resultado incerto em 11 de fevereiro. Foi um dos combates mais ferozes da época na região, e Luís teve dificuldades para repelir os ataques egípcios, que contavam com novas forças vindas do sul.
No final de fevereiro, o novo sultão, Turan Shah, chegou ao Egito e assumiu o poder, embora para então a vitória fosse atribuída aos mamelucos Bahri. Turan Shah ordenou a construção de uma frota para interceptar os suprimentos que os cruzados recebiam de Damieta enquanto acampavam em frente a Al Mansurá. A manobra foi altamente eficaz: os egípcios capturaram oitenta navios inimigos, trinta e dois deles apenas em 16 de março. No entanto, Luís esperava — em vão — que uma crise fosse desencadeada pela morte do velho sultão e manteve o cerco por oito semanas.
Em 5 de abril, o monarca francês decidiu ordenar a retirada para Damieta. Suas forças haviam sido dizimadas pela fome, disenteria e tifo. Tarde demais, o rei decidiu aceitar a oferta do falecido al-Salih, que antes havia rejeitado, mas então os egípcios, cientes da fraqueza inimiga, recusaram. As tropas cruzadas, desorganizadas, não alcançaram seu destino e foram obrigadas a se render em Fariskur aos egípcios em 6 de abril. O rei estava doente e não pôde impedir que um de seus sargentos desse a ordem de capitulação, quase ao mesmo tempo que o inimigo capturava a frota que transportava os feridos rio abaixo. Luís e o grosso de suas tropas foram capturados. O rei contraiu disenteria. Imediatamente, ambos os lados iniciaram negociações para que os cruzados obtivessem a liberdade em troca de Damieta e de um pesado resgate. Embora os egípcios tivessem considerável clemência com os prisioneiros que podiam render resgates substanciais, não hesitaram em decapitar os mais pobres. Devido à abundância de prisioneiros e por ordem do sultão, por uma semana, trezentos prisioneiros foram decapitados diariamente para reduzir seu número. O prestígio do imperador Frederico fez com que os egípcios desistissem de sua exigência inicial de obter todos os territórios cruzados do Levante, pois estes dependiam de seu filho Conrado. No entanto, Luís teve que concordar em pagar um milhão de besantes e devolver Damieta em 30 de abril para recuperar a liberdade. Parte do acordo foi realizado graças à habilidade da esforçada esposa de Luís, que, apesar de estar convalescente de um parto, precisou convencer os representantes italianos a não abandonarem Damieta, que não poderia ser mantida sozinha, para que pudesse ser usada como moeda de troca com os egípcios.
Em 2 de maio, os mamelucos Bahri assassinaram o sultão e parte do exército egípcio exigiu que os prisioneiros cruzados fossem executados. No entanto, finalmente foi acordado que eles seriam libertados em troca de um resgate de um milhão de dinares e da entrega de Damieta. O resgate original foi posteriormente reduzido para quatrocentas mil libras tornesas e Damieta foi entregue às unidades egípcias no dia 6. Em 7 de maio, Luís e o restante de suas tropas deixaram o Egito, dirigindo-se a Acre, capital do Reino de Jerusalém (do que restava dele). Após seis dias de viagem com mau tempo, chegaram à cidade. Os feridos que permaneceram em Damieta, aos quais os egípcios haviam prometido poupar, foram executados.

## Final e retorno à França

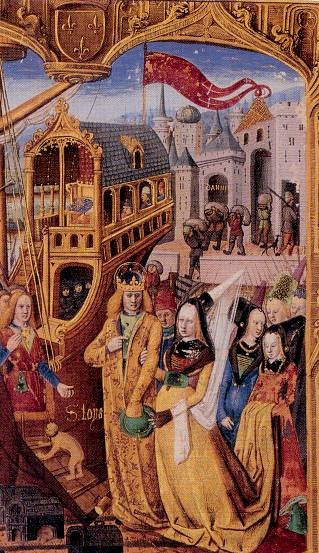
Luís e sua esposa prestes a embarcar em Acre para retornar à França em 1254, em uma miniatura tardomedieval

Chegado a Acre, Luís consultou os senhores que o acompanhavam sobre a conveniência de permanecer na Terra Santa ou retornar à França, de onde sua mãe o chamava e de onde chegavam notícias inquietantes sobre atividade inglesa. Finalmente, decidiu permanecer no Levante, que havia perdido grande parte de suas forças militares na desastrosa campanha egípcia. A maioria dos nobres que participaram da cruzada, incluindo os irmãos do rei, retornou à Europa em meados de julho. Com o monarca francês, permaneceram apenas cerca de mil e quatrocentos soldados. Na ausência do rei Conrado, após a morte da regente Alice e a disposição do novo regente — João de Arsuf, irmão do rei de Chipre — de ceder o poder a Luís, o soberano francês assumiu o governo do território.
A fraqueza militar de Luís, aliada à amarga experiência egípcia e à rivalidade entre os mamelucos egípcios e os aiúbidas sírios, impôs-lhe uma atitude mais moderada e inclinada à diplomacia do que à intervenção militar nos assuntos da região. An-Nasir Yusuf, bisneto de Saladino e senhor de Homs e Alepo, conquistou Damasco em 9 de julho e tentou, sem sucesso, formar uma aliança com o rei francês. Como o fracasso da invasão síria do Egito no inverno de 1250-1251 levou o sultão damasceno a tentar novamente aliar-se a Luís, este utilizou esses contatos para obter melhores condições dos mamelucos egípcios, que estavam preocupados. O soberano francês conseguiu que os egípcios libertassem todos os prisioneiros — mais de três mil — e prometessem entregar-lhe os territórios até o Jordão em troca de trezentos prisioneiros muçulmanos e uma aliança contra os aiúbidas de Damasco. Os últimos prisioneiros foram libertados em março de 1252.
A aliança entre francos e mamelucos, no entanto, não teve consequências. Os damascenos enviaram forças para Gaza para impedir a união dos aliados, e os egípcios não fizeram nenhuma tentativa de marchar para o norte para se unirem a Luís. Este, que havia reparado as defesas de Cesareia, Haifa e Acre, também restaurou as de Jafa, onde posicionou um contingente à espera da chegada dos egípcios do sul. Finalmente, a paz entre os egípcios e os sírios, obtida por mediação do califa abássida de Bagdá e assinada em abril de 1253, pôs fim à inútil aliança franco-mameluca. Em sua retirada de Gaza para Damasco, o exército sírio saqueou o campo do reino jerosolimitano e a cidade de Sidon, cujas defesas estavam sendo reconstruídas. Luís contra-atacou sem sucesso em território sírio.
Ao mesmo tempo, o rei francês dedicou-se a tentar resolver as numerosas disputas que enfraqueciam os senhorios do Levante e a organizar seu governo. Entregou o governo do Principado de Antioquia a Boemundo VI de Antioquia, afastando sua mãe Lucia de Segni em troca de certos pagamentos. Facilitou também a reconciliação entre a corte de Antioquia e o Reino da Cilícia. Os armênios deste colaboraram desde então na proteção de Antioquia.
Enquanto isso, desaparecia qualquer esperança de receber reforços da Europa. O rei da Inglaterra havia prometido em 1250 empreender uma nova cruzada, mas tentava adiá-la o máximo possível. Os nobres franceses criticavam o papa, envolvido em seu conflito com o imperador alemão, mas não enviavam ajuda a Luís. A rainha regente reprimiu um movimento popular surgido após a notícia da derrota de Luís no Egito, que se tornara perigoso devido às desordens que causou. Privado de apoio europeu, Luís estreitou laços com os assassinos sírios. Ao mesmo tempo e paradoxalmente, pois eram os principais inimigos destes, tentou estabelecer uma aliança com os mongóis, para os quais enviou dois embaixadores dominicanos.
A grave situação na França, agravada pela morte da regente Blanche de Castela, forçou Luís a retornar ao seu reino. Henrique III de Inglaterra mantinha uma atitude hostil e esquecia suas promessas de cruzada, o Condado de Flandres estava mergulhado em uma guerra civil, e os vassalos do rei estavam cada vez mais rebeldes. Em 24 de abril de 1254, Luís partiu de Acre e, após várias aventuras, chegou à França em julho.
Embora tenha reforçado as defesas do reino, as perdas militares da cruzada liderada por Luís o enfraqueceram. Pouco depois de sua partida, eclodiu uma guerra civil devido principalmente à rivalidade entre as repúblicas italianas, que envolveu os senhores do Levante.
Com o retorno do rei às suas terras, a cruzada terminou em fracasso para os europeus, mas o prestígio de Luís aumentou. Mais tarde, ele protagonizaria uma nova tentativa de retomar a Terra Santa (Oitava Cruzada), que também acabaria em fracasso.